# Gabriel Minvielle (Avignon)
Pour les articles homonymes, voir Minvielle.
Ne doit pas être confondu avec Gabriel Minvielle (New York).
Jean Joseph Gabriel Minvielle (1768-1802), délégué d'Avignon à la Fête de la fédération, est maire de la commune en 1798.   

## Biographie
Fils cadet de Thérèse Fontaine et de Pierre-Laurent Minvielle, marchand, il naquit à Avignon, le 26 mars 1768 et fut baptisé à la paroisse Saint-Agricol.

### Le premier 14 juillet
Officier de la Garde nationale d'Avignon, il fut son délégué à la fête de la fédération, qui se déroula au Champ-de- Mars de Paris, le 14 juillet 1790, pour le premier anniversaire de la prise de la Bastille. Il faisait partie des 60 000 députés délégués par 83 départements.  Un an plus tard, il participa au coup d'État municipal, le 21 août 1791. Ce qui lui valut de se voir remettre avec son frère Agricol Minvielle, Sabin Tournal et Nicolas Lescuyer les rênes du pouvoir municipal. 

### Le massacre de la Glacière
Après l'assassinat de Lescuyer, le 16 octobre 1791, le massacre des suspects enfermés dans le Palais des Papes, commença avec l'accord de Jourdan et l'aval de Duprat, des Minvielle et de Tournal, qui quittèrent les lieux pour aller souper dans une auberge des environs. 
Accusé d'être l'un des responsables de ce massacre, il fut incarcéré dans les geôles du Palais des Papes. Délivré par la Garde Nationale des Bouches-du-Rhône avec ses coaccusés. Il bénéficia comme eux de l'amnistie des 19 mars et 26 mars 1792.

### Premier magistrat d'Avignon
Il fut élu président de la municipalité d'Avignon le 21 mars 1798. Il se donna la mort à Avignon le 10 septembre 1802.